# Augustinismus
Unter Augustinismus wird die Rezeption des christlichen Theologen und Kirchenlehrers Augustinus von Hippo (354–430)  verstanden. Mit dem Begriff wird insofern die Wirkungsgeschichte von Augustinus, insbesondere in der Geschichte des Abendlandes beschrieben.

## Merkmale und Bedeutung
Als Hauptmerkmale des Augustinismus stellte Wilhelm Geerlings zwei allgemeine Aspekte heraus: 1. Die dualistische Aufteilung der Wirklichkeit. 2. Ein aus diesem Dualismus abgeleitetes erkenntnistheoretisches Prinzip des Überschreitens der sinnlichen hin zu einer unsichtbaren Welt. Konkret haben insbesondere Augustinus’ Erwägungen über den Gottesstaat (De civitate Dei), über die Trinität (De Trinitate), Prädestination, Erbsünde und Gnade die weiteren Diskussionen über die großen Themen der Theologie bis in die Gegenwart hinein bestimmt. In diesem Sinne ist der Augustinismus „eine Grundstruktur abendländischer Theologie“.
Umstritten ist, inwieweit der Augustinismus gnostische Ideen in der abendländischen Geschichte transportiert haben könnte. Augustinus, der mehrere Jahre Anhänger des Manichäismus war, bevor er zum Gegner dieser Religion wurde und sich dem Christentum zuwandte, verstand Weltgeschichte als eine gewaltige Auseinandersetzung zwischen dem Reich Christi und dem Reich des Bösen. Der Philosoph Ernst Cassirer merkte in diesem Kontext an, dass „die fortdauernde Einwirkung, die die manichäische Lehre auf Augustin auch nach dem Bruch mit dem Manichäismus geübt hat, nicht genügend beachtet zu werden pflegt“. Mit dieser Auffassung nahm er explizit Bezug auf eine Vortragsreihe von Richard Reitzenstein aus den Jahren 1922 und 1923. Der Gnosis-Forscher Sonnenschmidt legte sich in seinem Buch Politische Gnosis dagegen nicht auf einen direkten Zusammenhang zwischen der antiken Gnosis und der politischen Gnosis in der Moderne fest. Vielmehr stellte er diesen Aspekt als eine Forschungsperspektive heraus und fragte sich, auch mit ausdrücklichen und beispielhaften Bezug auf Augustinus: „Der Bogen, der von der spätantiken Gnosis zur modernen Gnosis in der Untersuchung gespannt ist, eröffnet neue Forschungsperspektiven, die unter der allgemeinen Hinsicht zusammengefasst werden können, ob es eine Entwicklungslinie bzw. Entwicklungs›logik‹ der Gnosis zumindest im Abendland gibt.“
Ein bedeutsames und folgenreiches Thema, mit dem sich Augustinus in seiner Opposition gegen den Pelagianismus seiner Zeit wandte, war die Frage nach der Willensfreiheit des Menschen. Nach Augustinus, der sich diesbezüglich auf Paulus berief, ist die Sünde keine freie Tat. Aller guter Wille des Menschen ist von Gott abhängig; ein Gedanke, der später auch Luther bewegte. Ferdinand Baur stellte heraus, dass „die augustinische Erbsündenlehre sogar noch über den manichäischen Sünden- und Freiheitsbegriff hinausgehe“. Augustin hat nach Baur für den Urzustand Adams genau dieselbe Freiheit behauptet wie Pelagius für den Menschen insgesamt. So sei er von der Freiheit des Menschen ausgegangen, um sie sogleich wieder fallen zu lassen. Der Philosoph Peter Sloterdijk pointierte, dass das Phänomen Augustinus „ideen- und mentalitätsgeschichtlich schicksalhaft“ geworden sei, „weil durch ihn der bewegendste Gedanke der alten Welt, Platons Deutung der Liebe als Heimweh nach dem präexistentiell intuierten Guten, einer folgenreichen, verdüsterenden Neudeutung, ja einer Umkehrung unterworfen wurde“. Und er fügte hinzu: „Augustinus hat die Schleusen geöffnet, durch die seither primärmasochistische Energien ins europäische Denken einströmen; er hat – mit einer Radikalität, die ihn geradezu in den Rang einer höheren Gewalt erhob – das menschlich Unheilbare zum Hauptmotiv seiner Wirklichkeitsdeutung erhoben“.

## Zur Wirkungsgeschichte
Schon kurz nach dem Tod von Augustinus setzte eine „Verzettelung“ hinsichtlich der Rezeption seiner Schriften ein, die dazu führte, dass seine Denkweisen nur bruchstückhaft an die christlichen Denker des Mittelalters vermittelt wurden. So wurden in die erkenntnistheoretische Diskussion und in der Frage um den ontologischen Gottesbeweis lediglich die frühen Schriften von Augustinus aufgenommen. Gleichsam interessierten sich die Denker des Mittelalters für die politischen Aspekte der Schriften von Augustinus. Das Hauptaugenmerk des „politischen Augustinismus“ richtete sich dabei auf dessen Werk über den Gottesstaat (De civitate Dei).
Besonders für das Franziskanertum war ein „starker Augustinismus“ stets charakteristisch. Für das ausgehende Hochmittelalter ist diesbezüglich vor allem der Philosoph und Theologe Bonaventura (1221–1274) zu erwähnen. Rezipiert wurde Augustinus auch von Gerard Groote (1340–1384), der sich ebenso für Bernhard von Clairvaux interessierte, Schüler von Jan van Ruysbroek war und später eine eigene Bruderschaft gründete. Die bedeutendste Schrift dieser Bruderschaft, die erhebliche Verbreitung fand, war die Nachfolge Christi.
In ideengeschichtlicher Hinsicht lässt sich der Augustinismus auch in der Zeit der Renaissance und Reformation nachweisen. So vor allem in der Gnadenlehre und Rechtfertigungslehre sowie in der Reichen des Kirchenreformators Martin Luther (1483–1546). Das Konzil von Trient, dessen Beschlüsse in Opposition zur protestantischen Reformation formuliert wurden, zeigte dagegen hinsichtlich der Gnaden-, Kirchen- und Sakramentenlehre einen anderen Augustinus.
Die neuen Entdeckungen in der Zeit der Renaissance führten zu Verunsicherungen. Entgegen der von Augustinus vertretenen Auffassung hatten die Entdeckungen gezeigt, dass es eine Vielzahl irdischer Welten gibt und die Möglichkeit eines polygenetischen Ursprung der Menschheit nicht auszuschließen war. Insbesondere die Jesuiten versuchten die neuen Tatsachen mit alten Prinzipien zu versöhnen, indem sie den philosophischen Begriff Erfahrung heranzogen, „um zu erklären, wie und warum ein Augustinus irren konnte“. Auch bei dem Philosophen Gottfried Wilhelm Leibniz (1646–1716) findet sich ein entsprechender Versuch der Neudeutung von Augustinus. So war Leibniz der Ansicht, dass die antike Meinung von der „Winzigkeit“ des Universums Augustinus daran gehindert habe, eine angemessene Erklärung für das Böse zu geben.
Der Jansenismus des 17. und 18. Jahrhunderts setzte sich vor allem mit den „düsteren“ Denkweisen von Augustinus auseinander und beschäftigte sich mit dessen Gnadenlehre.
Ebenso finden sich Ideen von Augustinus im Werk des politischen Philosophen Jean-Jacques Rousseau (1712–1778), für den vor allem die Frage nach der Freiheit des Menschen in der politischen, bürgerlichen Gemeinschaft im Mittelpunkt seiner Überlegungen stand. Die Philosophin Susan Neiman schrieb diesbezüglich:
„Gleich Augustinus sah Rousseau in der menschlichen Freiheit Gottes größte Gabe; gleich Augustinus schilderte er unermüdlich, wie sehr wir sie missbrauchen. Anders als Augustinus meint Rousseau, der Sündenfall und die mögliche Erlösung davon ließen sich ganz und gar natürlich erklären. Natürlich meint hier: wissenschaftlich im Gegensatz zu theologisch. Rousseau setzt die Geschichte an die Stelle der Theologie, und an die Stelle der Gnade die pädagogische Psychologie.“
Auch in der Philosophie des 20. Jahrhunderts ist die Rezeption der Denkweisen von Augustinus nachweisbar, so zum Beispiel bei Max Scheler (1874–1928) und Martin Heidegger (1889–1976).
Hannah Arendt (1905–1975) legte in ihrer 1929 erschienenen Dissertation Der Liebesbegriff bei Augustin erstmals – anknüpfend an eine These in den Bekenntnissen – die Grundlage für ihre Auffassung über die herausragende Bedeutung der Geburt (später Gebürtlichkeit, Natalität) gegenüber einer Philosophie des Todes. In ihren Werken zitiert sie häufig eine Stelle aus Augustinus’ De civitate Dei:
„Initium ut esset, creatus est homo, ante quem nullus fuit.“ „Damit ein Anfang sei, wurde der Mensch geschaffen.“
In der politischen Theologie um die Jahrhundertwende war Adolf von Harnack (1851–1930) von herausragender Bedeutung. In seiner 1922 verlegten Schrift Augustin postulierte Harnack seine Forderung nach einem „neuen Augustinismus“, in dem „die Ehrfurcht vor Gott als der Quelle aller hohen Güter die Erkenntnis und die Gesinnungen der Menschen durchdringt, die wahre Freiheit begründet und einen Bund der Gerechtigkeit und des Friedens schafft“. Harnacks Blick richtete sich auf eine Erneuerung der Kultur im Sinne einer idealistischen geistigen Vertiefung, ohne sich gegen die Errungenschaften der Moderne zu richten. Massiv gegen Oswald Spenglers damals populäres Buch Der Untergang des Abendlandes argumentierte er explizit mit seiner Augustinus-Rezeption. Großes Lob erhielt Harnack für seine Schrift Augustin von dem Dichter Gerhart Hauptmann (1862–1946).
Der Kulturhistoriker Friedrich Heer konstatierte in seinem erstmals 1968 erschienenen Buch Gottes erste Liebe die Geschlechtsfurcht als ein Merkmal des Augustinismus. Dabei verwendete Heer die Begriffe „Augustinismus“ und „Manichäismus“ als ein Doppelepitheton und stellte einen Bezug zum modernen Antisemitismus her. So schrieb er, dass zum Zeitpunkt seiner Niederschrift „kirchliche Kampagnen gegen die Sexualisierung, gegen die Sexwelle durch Stadt und Land“ laufen würden. Und er fügte hinzu: „Sie beruhen auf augustinischen und manichäischen Grundlagen. Der latente Manichäismus ist die Krebskrankheit der Christenheit. Der Antisemitismus setzt sich gerne in Metastasen dieses Krebses fest.“